# Janice Rule

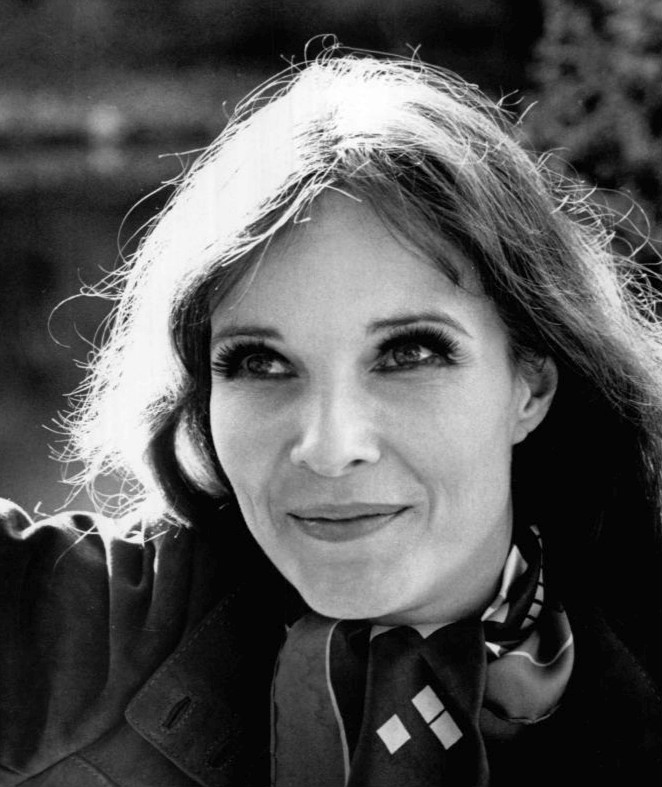
Janice Rule (1973)

Mary Janice Rule (* 15. August 1931 in Norwood, Ohio; † 17. Oktober 2003 in New York City) war eine US-amerikanische Schauspielerin bei Bühne, Film und Fernsehen mit späterer Karriere als Psychoanalytikerin.

## Leben
Janice Rule hatte noch während des Besuchs der Wheaton & Glenbard High School mit 15 in einem Nachtclub in Chicago zu tanzen begonnen. Ihr künstlerische Profilaufbahn begann sie am 5. Juli 1949 in New York als Tänzerin in dem Stück Miss Liberty. Anschließend trat sie vier Jahre lang an Nachtclubs in Chicago und New York auf, zeitgleich erhielt sie kleinere, unbedeutende Filmrollen angeboten. Ihr Debüt vor der Kamera gab sie an der Seite der Mitdebütantin Grace Kelly. Bereits zum Jahresbeginn 1953 nahm Janice Rule, die sich in Hollywood ihrer Individualität beraubt fühlte und auch sonst mit der Filmindustrie jener Jahre fremdelte, ihren ersten Abschied von der Kinoarbeit und kehrte nach New York zurück, um in dem Stück Picnic ihren Einstand als Broadway-Schauspielerin zu geben. Bis in die frühen 1960er Jahre hinein wirkte sie an prominenter Stelle in weiteren Aufführungen der Theatermeile mit, darunter 1954/55 The Flowering Peach, 1955 The Carefree Tree, 1958 The Night Circus und 1961 The Happiest Girl in the World.
Obwohl sie bis Mitte der 1980er Jahre weiterhin in unregelmäßigen Abständen filmte, als Gaststar in Episoden mehrerer Fernsehserien auftrat und an der Seite von Spitzenstars wie James Stewart, Yul Brynner, Richard Widmark, Burt Lancaster und zweimal Jack Lemmon auftrat, begann Janice Rule sich bereits seit den 1970er Jahren einem anderen Interessensgebiet zuzuwenden. Sie belegte ab 1973 in Chicago Kurse am Institut für Psychoanalyse und beendete ihre Studien 1983 mit dem Doktorgrad an dem Southern California Psychoanalytic Institute in Los Angeles. In der kalifornischen Filmmetropole wurde sie als Dr. Janice Rule Mitglied und Lehrerin an ihrer Alma Mater. Sporadisch kehrte sie auch vor die Kamera zurück, letztmals konnte man Janice Rule 1992 in einer Fernsehproduktion sehen.
Janice Rule war insgesamt dreimal verheiratet. Nach zwei sehr kurzzeitigen Ehen war 21 Jahre lang ihr Schauspielkollege Ben Gazzara ihr Ehemann.

## Filmografie (Auswahl)
- 1951: Vierzehn Stunden (Fourteen Hours)
- 1951: Goodbye, My Fancy
- 1951: Starlift
- 1952: Holiday for Sinners
- 1952: Omnibus (Fernsehserie, 1 Folge)
- 1953: Rogue’s March
- 1956: The Aloca Hour (Fernsehserie, 1 Folge)
- 1956: Unter Mordverdacht (A Woman’s Devotion)
- 1956: Schieß oder stirb! (Gun For a Coward)
- 1957: Wenn man Millionär wär (The Millionaire, Fernsehserie, 1 Folge)
- 1958: Meine Braut ist übersinnlich (Bell Book and Candle)
- 1960: Die Kellerratten (The Subterraneans)
- 1962: Adventures in Paradise (Fernsehserie, 1 Folge)
- 1963–1964: Stationsarzt Dr. Kildare (Dr. Kildare, Fernsehserie, 2 Folgen)
- 1964: Treffpunkt für zwei Pistolen (Invitation to a Gunfighter)
- 1966: Alvarez Kelly
- 1966: Ein Mann wird gejagt (The Chase)
- 1967: Mordbrenner von Arkansas (Welcome to Hard Times)
- 1967: Wenn Killer auf der Lauer liegen (The Ambushers)
- 1968: Der Schwimmer (The Swimmer)
- 1971: Frauen der Ärzte (Doctors’ Wives)
- 1971: Gumshoe
- 1972: Die Straßen von San Francisco (Fernsehserie, 1 Folge)
- 1973: Kid Blue
- 1974: Die großen Geheimnisse des Orson Welles (Orson Welles Great Mysteries, Fernsehserie, 1 Folge)
- 1977: Drei Frauen (Three Women)
- 1982: Vermißt (Missing)
- 1985: Die Sieger – American Flyers (American Flyers)
- 1985: City Hawk (Rainy Day Friends)
- 1986: Spenser (Spenser: For Hire, Fernsehserie, 1 Folge)
- 1989: Mord ist ihr Hobby (Murder, She Wrote, Fernsehserie, 1 Folge)
- 1992: Bradburys Gruselkabinett (The Ray Bradbury Theater, Fernsehserie, 1 Folge)